# X.500
X.500 — серія стандартів (в термінах ITU-T — рекомендацій) комп'ютерних мереж, яка стосується електронних служб каталогів. Серія X.500 була розроблена сектором ITU ITU-T, раніше відомим як CCITT (фр. Comité Consultatif International Téléphonique et Télégraphique), і вперше затверджена в 1988 році. Служби каталогів були розроблені для того, щоб підтримати вимоги X.400 до обміну електронною поштою і пошуку імен. ISO був партнером у розробці стандартів, включивши їх в набір протоколів OSI. Серія цих стандартів дістала назву ISO/IEC 9594.

## Протоколи X.500
Протоколи, визначені в X.500 :
- DAP (Directory Access Protocol (Протокол Доступу до Каталогів))
- DSP (Directory System Protocol (Протокол Системи Каталогів))
- DISP (Directory Information Shadowing Protocol (Протокол Копіювання Вмісту Каталогів))
- DOP (Directory Operational Bindings Management Protocol (Протокол Управління Операційною Прив'язкою в Каталозі))

Через те, що ці протоколи використовували модель OSI стека протоколів, була розроблена значна кількість альтернатив DAP, що надають інтернет-клієнтам доступ до каталогів X.500, використовуючи стек протоколів TCP/IP. Найвідомішою альтернативою DAP є Lightweight Directory Access Protocol (LDAP). Не дивлячись на те, що DAP і інші протоколи X.500 тепер можуть використовувати TCP/IP, LDAP залишається популярним протоколом доступу до каталогів.